# From Here On In: (The Singles 1997 - 2004)
From Here On In: (The Singles 1997 - 2004) é a primeira compilação da banda The Living End, lançado a 27 de Setembro de 2004.

## Faixas
1. "I Can't Give You What I Haven't Got"
2. "Prisoner of Society"
3. "Roll On"
4. "West End Riot"
5. "Second Solution"
6. "Bringin' It All Back Home"
7. "All Torn Down"
8. "Pictures in the Mirror"
9. "From Here On In"
10. "Save the Day"
11. "Who's Gonna Save Us?"
12. "One Said to the Other"
13. "Dirty Man"
14. "Tabloid Magazine"

## Desempenho nas paradas musicais
| Parada musical (2004)   | Posições |
| ----------------------- | -------- |
| Austrália - ARIA Charts | 10       |